# Les Sables - Les Açores - Les Sables
 (septembre 2024).
Si vous disposez d'ouvrages ou d'articles de référence ou si vous connaissez des sites web de qualité traitant du thème abordé ici, merci de compléter l'article en donnant les références utiles à sa vérifiabilité et en les liant à la section « Notes et références ».
Les Sables - Les Açores - Les Sables, également appelée SAS, est une course transocéanique, en solitaire et sans assistance à bord de Mini 6.50 (voiliers de 6,50 m), créée en 2006 et organisée chaque année paire. La course s'effectue en deux étapes, au départ des Sables d'Olonne, avec une escale  à Horta (Açores), avant de revenir aux Sables d'Olonne. Cette course constitue, avec la Mini Transat, les deux épreuves phares de la Classe Mini.

## La course
La course Les Sables – Les Açores – Les Sables propose un véritable parcours hauturier de 2600 milles, exigeant et particulièrement formateur. Elle permet notamment aux 72 skippers, de se préparer à la Mini Transat, une traversée de l'Atlantique. Quelques skippers de la Classe Mini choisissent par ailleurs de participer une seconde fois à la SAS après leur "Mini Transat".

## Les participants
Les skippers sont répartis dans deux catégories, "Prototypes" et "Série" correspondant aux types de bateaux. Ils sont pour la plupart des marins amateurs, qui ont une vie professionnelle à côté. Cette course représente pour beaucoup d'entre eux, une première expérience de navigation transocéanique.

## Déroulement de l'épreuve
La course est composée de deux étapes: Les Sables d'Olonne - Horta puis Horta - Les Sables d'Olonne. Le départ de la première étape, au mois de juillet, est donné en baie des Sables-d'Olonne, devant le front de mer. Le parcours est ensuite libre jusqu'à Horta. Après une escale de quelques jours à Horta, permettant aux skippers de récupérer, de réparer et de préparer leurs bateaux, la seconde étape voit les marins s'affronter sur un parcours ralliant Horta aux Sables d'Olonne. La course dure en moyenne entre 15 et 25 jours au cumul des deux étapes.

## Palmarès

### Séries
| Année | Vainqueur         | Deuxième            | Troisième        |
| ----- | ----------------- | ------------------- | ---------------- |
| 2006  | Gerard Marin      | Francisco Lobato    | Hervé Piveteau   |
| 2008  | Francisco Lobato  | Charlie Dalin       | Oliver Bond      |
| 2010  | Xavier Macaire    | Jean-Marc Allaire   | Amaury François  |
| 2012  | Aymeric Belloir   | Jonas Gerckens      | Ian Lipinski     |
| 2014  | Jonas Gerckens    | Tanguy Le Turquais  | François Jambou  |
| 2016  | Tanguy Bouroullec | Ambrogio Beccaria   | Jonas Gerckens   |
| 2018  | Ambrogio Beccaria | Felix De Navacelle  | Nicolas D'Estais |
| 2020  | Leo Debiesse      | Jean-Marie Jezequel | Lennart Burke    |
| 2022  | Leo Bothorel      | Jean Marre          | Lucas Rosetti    |
| 2024  | Anthonin Chapot   | Cédric Marc         | Blaise Ribon     |

### Prototypes
| Année | Vainqueur           | Deuxième          | Troisième          |
| ----- | ------------------- | ----------------- | ------------------ |
| 2006  | Adrien Hardy        | David Sineau      | Andraz Mihelin     |
| 2008  | Pierre Rolland      | Arnaud Vasseur    | Sebastien Stephant |
| 2010  | Bertrand Delesne    | Joerg Riechers    | Andrea Caracci     |
| 2012  | Aymeric Chappellier | Nicolas Boidevezi | Milan Kolacek      |
| 2014  | Giancarlo Pedote    | Nicolas Boidevezi | Michele Zambelli   |
| 2016  | Ian Lipinski        | Alberto Bona      |                    |
| 2018  | François Jambou     | Erwann Le Mene    | Joerg Riechers     |
| 2020  | Tanguy Bouroullec   | Irina Gracheva    | Fabio Muzzolini    |
| 2022  | Pierre Le Roy       | Jacques Delcroix  | Uroš Kraševac      |
| 2024  | Alexandre Demange   | Romain Van Enis   | Marie Gendron      |